# Lac Vostok
Pour les articles homonymes, voir Vostok.
Le lac Vostok (en russe : О́зеро Восто́к, [ˈozʲɪrə vɐˈstok]) est le plus grand des lacs subglaciaires de l'Antarctique.
Il se situe en dessous de la station soviétique puis russe de Vostok, dont la surface de l'inlandsis se situe à cet endroit à 3 488 m d'altitude. La surface de ce lac d'eau douce est à approximativement 4 000 m en dessous de la surface de la glace, ce qui la place à approximativement 500 m en dessous du niveau de la mer.

## Caractéristiques

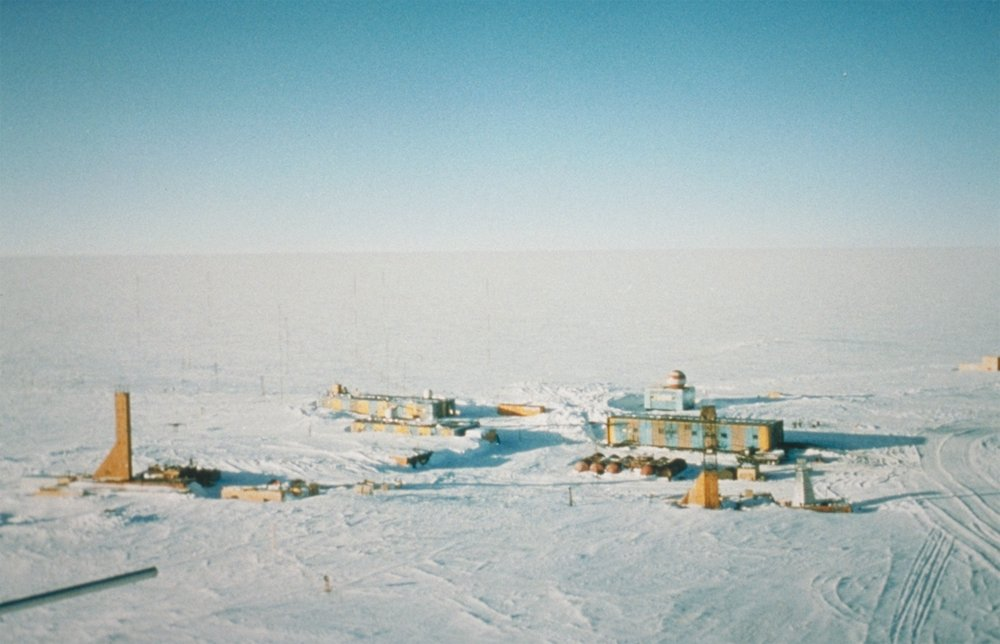
La station Vostok.

Le lac Vostok mesure 250 kilomètres de long et 50 km de large dans ses dimensions les plus larges et a une superficie de 15 690 km2. Plus petit que le lac Ontario, le lac Vostok fait néanmoins trois fois son volume. Sa profondeur moyenne est de 344 m et son volume estimé est de 5 400 km3. Le lac est divisé en deux bassins profonds, reliés par une sorte de col se situant environ à 200 m sous l'eau, alors que la profondeur est de 400 m dans le bassin nord et de 800 m dans celui au sud.
L'eau du lac Vostok reste liquide grâce au flux géothermique, à la pression et à l'isolation par l'épaisse couverture de glace.
L'eau du lac est peut-être isolée de tout contact avec l'extérieur depuis des millions d'années, ce qui en ferait une structure fossile tout à fait remarquable.
On a tout d’abord pensé que la même eau du lac était présente depuis sa formation, ce qui donnerait une durée de rétention de l'ordre du million d'années.
D'autres recherches, menées par Robin Bell et Michael Studinger de l'Observatoire de la Terre Lamont–Doherty de l'université Columbia ont suggéré qu'une partie de l'eau du lac gèle en permanence et est entraînée par le déplacement de l'inlandsis de l'Antarctique. La partie liquide serait renouvelée par l'apport géothermique du fond et par la fonte de la glace sous haute pression. L'estimation de la durée de renouvellement de l'eau du lac est alors fixée à une moyenne de 13 300 ans.
La plupart des scientifiques pensent que l'écosystème probable pourrait être lui-même très différent de la vie ailleurs à la surface de la Terre du fait :
- des conditions particulières qui y règnent : température basse (−3 °C), pression élevée, environ 360 bars, absence de lumière, grande quantité de gaz dissous (milieu très oxygéné)[4] ;
- du long isolement écologique lié à la grande stabilité du manteau glaciaire.

C'est à la verticale de ce lac, à la surface du glacier qui le surplombe, qu'a été mesurée la température la plus froide jamais observée sur terre : −90 °C, en juillet 1983. La température moyenne en surface se situe autour de −55 °C.
Les 4 km de glace le surplombant procurent un enregistrement climatique continu de 400 000 ans.

## Exploration

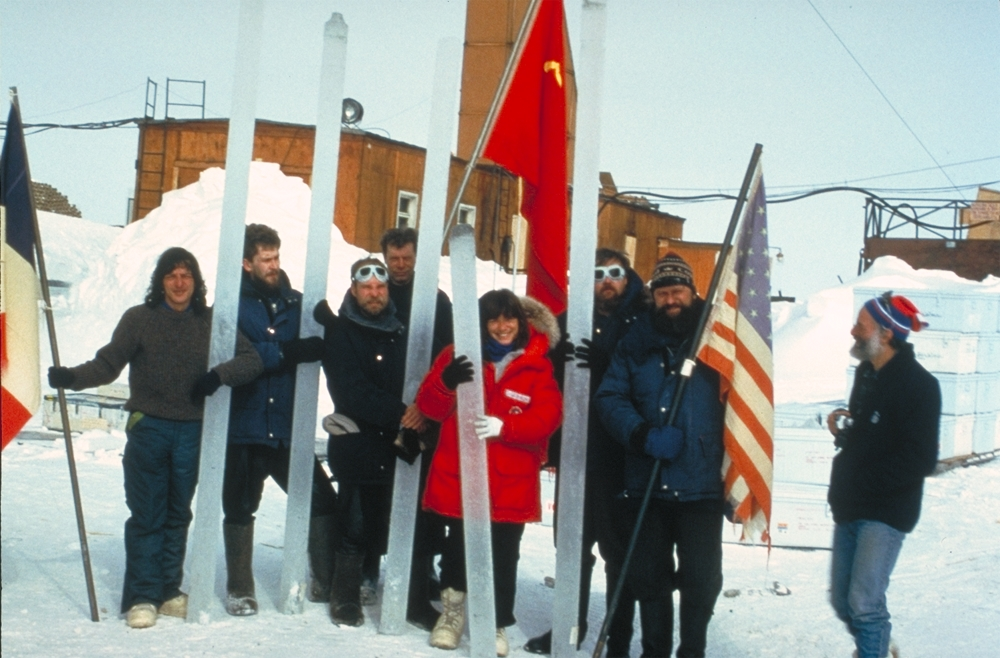
Scientifiques français, soviétiques et américains travaillant à la station Vostok et tenant des carottes de glace.

En 1989, une équipe soviétique commence le forage de la glace afin d'étudier l'air emprisonné. Ce n'est que plus tard qu'ils se rendirent compte de la présence du lac souterrain. Le forage s'arrêta en 1998 à 188 mètres de la surface de la poche d'eau. Les scientifiques espèrent à ce moment découvrir dans les eaux du lac des formes de vie très anciennes ; ou en apprendre davantage sur l'existence d'un écosystème dans ce lac privé de lumière et isolé de la surface depuis la formation de la calotte glaciaire de l’Antarctique. Dans la glace remontée, ont été trouvées des bactéries proches des protéobactéries et des actinomycètes peut-être âgées d'environ 500 000 ans. 
Selon les hypothèses, elles auraient été amenées par le vent et enfouies dans la glace, ou proviendraient de l'eau du lac lui-même. Cette découverte a cependant été contestée par une équipe franco-russe estimant qu'il s'agissait d'une contamination de la glace par le liquide de forage à base de kérosène. Le forage fut interrompu sous la pression de la communauté scientifique qui craignait une contamination de l'eau. Il put reprendre en 2006, après que les Russes eurent apporté les garanties nécessaires, pour finalement atteindre le lac le 5 février 2012. Selon Valeri Loukine (chef de l'expédition), le fluide de forage a été expulsé sous la pression d'eau du lac qui serait remontée dans le puits sur environ 40 mètres, évitant toute contamination du lac lui-même. La station ayant dû être abandonnée pour les mois d'hiver, les scientifiques ne retourneront récupérer cette eau, gelée d'ici là, qu'en fin d'année 2012[réf. non conforme]. 

C’est en janvier 2013 que le forage reprend et le 10 de ce mois, un échantillon d’eau du lac est pour la première fois prélevé. Ce n'est qu'à la mi-mai que le navire Académicien Fedorov rentre à Saint-Pétersbourg d’Antarctique avec plusieurs échantillons à son bord, permettant aux chercheurs d'étudier les propriétés de cette glace et procéder à des analyses chimiques et microbiologiques. La première analyse de la glace a montré que des micro-organismes pourraient exister sous une couche de glace de quatre kilomètres. Une seule espèce de bactéries thermophiles est connue de la science (Hydrogenophilus thermonucleus). Mais rien n'exclut que d'autres micro-organismes pourraient être conservés dans l'ancien lac. Les chercheurs russes envisagent d'atteindre le fond du lac Vostok au cours des années 2013-2014. La profondeur de l'eau en dessous du trou de forage est estimée entre 600 et 700 mètres.
Une étude publiée en juillet 2013 fait état de la découverte de l'ADN de 3 507 organismes différents dans des carottes de glace prélevées en 1990 et dont l'âge serait situé entre 5 000 et 10 000 ans mais l'hypothèse d'une contamination n'est pas totalement exclue.

## Parallèle spatial
Le lac Vostok intéresse particulièrement les astrobiologistes car Europe (une des lunes de Jupiter) et Encelade (une des lunes de Saturne) pourraient abriter un océan liquide sous une épaisseur de glace et ainsi être le lieu du développement d'une vie extraterrestre.

### Filmographie
- Un lac sous la glace, film documentaire de Jonathan Renouf, Royaume-Uni, 2001, 41 min.